# 斯旺西 (亞利桑那州)
斯旺西（英語：Swansea）是位於美國亞利桑那州拉巴斯縣的一個非建制地區。該地的面積和人口皆未知。

## 地理
斯旺西的座標為34°10′12″N 113°50′46″W / 34.17000°N 113.84611°W，而該地的平均海拔高度為391米（即1283英尺）。